# كورتني برنيت
كورتني ميلبا برنيت (Courtney Melba Barnett) من مواليد 3 نوفمبر 1987.هي مغنية وكاتبة أغاني,  وموسيقية أسترالية ،فازت كورتني أربعة مرات من أصل ثمانية ترشيحات ل جوائز أريا الموسيقية سنة 2015 ،كما رشحت لجائزة غرامي عن فئة أفضل فنان جديد خلال حفل توزيع جوائز الغرامي الثامن والخمسين إضافة لترشحها لنيل جائزة بريت
.

## جوائز غرامي
| السنة | العمل المرشح | الجائزة                     | النتيجة |
| ----- | ------------ | --------------------------- | ------- |
| 2016  | كورتني برنيت | جائزة غرامي لأفضل فنان جديد | رُشِّح     |

## روابط خارجية
- كورتني برنيت على موقع IMDb (الإنجليزية)
- كورتني برنيت على موقع ميوزك برينز (الإنجليزية)
- كورتني برنيت على موقع رولينغ ستون (الإنجليزية)
- كورتني برنيت على موقع أول ميوزيك (الإنجليزية)
- كورتني برنيت على موقع ديسكوغز (الإنجليزية)
- كورتني برنيت على موقع قاعدة بيانات الفيلم (الإنجليزية)